# Celeste Holm
Celeste Holm (født 29. april 1917, død 15. juli 2012) var en oscar-belønnet amerikansk skuespiller.
Født som enebarn af en norskfødt forsikringsmedarbejder og en portrætmaler. Hun modtog sin skoleundervisning i Holland, Frankrig og USA og tog vokal- og balletundervisning som barn. Hun studerede drama ved University of Chicago og gjorde scenedebut som sytten-årig. Holm fik sin Broadway-debut i 1938 og havde stor succes i 1942 i rollen som Ado Annie i musicalen Oklahoma!. Celeste Holm filmdebuterede i 1946. Det følgende år blev hun tildelt en Oscar for bedste kvindelige birolle i Mand og mand imellem.
Holm var en talentfuld og meget alsidig skuespillerinde og nomineret til en Oscar to gange. Hun optrådte meget på scenen, tv og natklubber.
I 1979 blev Holm udnævnt til ridder af 1. klasse i Sankt Olavsordenen om fremme af norsk kultur i USA. Som en talskvinde for UNICEF, var hun i mange år en forkæmper for social retfærdighed.
Holm var gift fem gange i sit liv. Det sidste ægteskab var med den 41-årige operasanger Frank Basile, som hun giftede sig på sin 87 års fødselsdag den 29. april 2004.